# Kottke-Entscheidung
Als Kottke-Entscheidung (auch als Kottke-Urteil oder Kottke-Gutachten bezeichnet) wurde die Entscheidung E-05/10 des EFTA-Gerichtshofs vom 17. Dezember 2010 bekannt, welche
- zum einen besagt, dass eine nationale verfahrensrechtliche Vorschrift, nach der den Klägern, die nicht in einem EWR-Mitgliedstaat ansässig sind, in Zivilrechtsstreiten Prozesskostensicherheiten (Aktorische Kaution) auferlegt werden müssen, während gebietsansässige Kläger dazu nicht verpflichtet sind, eine mittelbare Diskriminierung im Sinne von Artikel 4 EWR-Abkommen (EWRA) darstellt.

- Zum anderen wurde in der gleichen Entscheidung festgestellt, dass eine solche Diskriminierung aus Gründen des Allgemeininteresses gerechtfertigt sei, „wenn die nationale Bestimmung im Hinblick auf die Erreichung des angestrebten Zwecks sowohl erforderlich als auch nicht unverhältnismäßig ist“.[1]

## Entscheidungshistorie

### Sachverhalt
Joachim Kottke (Kläger) ist in Deutschland wohnhaft und handelt als Testamentsvollstrecker für eine verstorbene deutsche Erblasserin. Der Kläger erhob Klage vor dem Fürstlich-liechtensteinischen Landgericht, mit der er begehrte, dass verschiedene Aufträge der Verstorbenen an die Präsidial Anstalt mit Sitz in Vaduz, (Liechtenstein), betreffend die Gründung der Sweetyle Stiftung, ebenfalls mit Sitz in Vaduz, als nichtig oder rechtsunwirksam erkannt bzw. aufgehoben werden.
Die Präsidial Anstalt und die Sweetyle Stiftung (Beklagten) beantragten im Verfahren, gestützt auf § 57 Abs. 1 der liechtensteinischen Zivilprozessordnung (ZPO), dem Kläger eine Prozesskosten-Sicherheitsleistung für die mutmaßlich in diesem Verfahren erwachsenden Prozesskosten in Höhe von CHF 125'000.-- aufzuerlegen.
Das Fürstlich-liechtensteinische Landgericht gab diesem Begehren der Beklagten statt und der Kläger hätte binnen 4 Wochen
- CHF 125'000.- (rund EURO 80'000,-[2]) als Sicherheitsleistung für die Prozesskosten der beklagten Parteien und als
- Sicherheitsleistung für die Gerichtsgebühren weitere CHF 4'000.- (rund EURO 2’700,-)

gerichtlich zu Erlegen gehabt (gesamt somit ca. EURO 82'700,-). Bei nicht fristgerechtem vollständigem Erlag würde die Klage über Antrag der beklagten Parteien vom Landgericht für zurückgenommen erklärt und der Kläger hätte keinen Rechtsschutz erlangt.
Der Kläger hat gegen diesen Beschluss Rekurs an das Fürstlich-liechtensteinische Obergericht erhoben.

### Entscheidung des Liechtensteinischen Staatsgerichtshofs 2008
Der Kottke-Entscheidung des EFTA-Gerichtshofes geht die Entscheidung des liechtensteinischen Staatsgerichtshof (StGH) vom 30. Juni 2008 voraus. Der StGH hat die §§ 56 bis 62 der liechtensteinischen Zivilprozessordnung als EWR-rechtswidrig und auch als Verfassungswidrig aufgehobenen.
Der liechtensteinische Landtag hat ein Jahr später eine Abänderung der Zivilprozessordnung beschlossen und die vom StGH aufgehobenen §§ 56 bis 62 ZPO fast unverändert wieder in Kraft gesetzt.

### Ersuchen an den EFTA-Gerichtshof
Das Fürstlich-liechtensteinische Obergericht hat aufgrund eines Beschlusses vom 19. Mai 2010 betreffend die Frage, ob das insbesondere in Artikel 4 des EWR-Abkommens enthaltene Diskriminierungsverbot die Auferlegung von Prozesskostensicherheiten für Kläger, die in einem anderen Mitgliedstaat des EWR-Abkommens ihren Wohnsitz haben, verbietet, wenn Kläger mit Wohnsitz in Liechtenstein keine derartigen Prozesskostensicherheiten erlegen müssen, den EFTA-Gerichtshof um eine Entscheidung ersucht.

### Argumentation des Klägers
Der Kläger hat im Verfahren vorgebracht, dass die Prozesskostensicherheitsleistung eine erhebliche Einschränkung seiner Rechtsposition darstelle, die ihm die Rechtsverfolgung in Liechtenstein über Gebühr behindere, wenn nicht gar unmöglich mache. Der Kläger machte weiter geltend, dass eine nationale Regelung wie die in § 57 Abs. 1 ZPO getroffene, Kläger in Abhängigkeit von ihrem Wohnsitz unterschiedlich behandelt, und zwar dergestalt, dass Klägern ohne inländischen Wohnsitz bestimmte Verpflichtungen auferlegt werden, die Klägern mit inländischem Wohnsitz nicht auferlegt werden. Dies führe zu einer Benachteiligung vor allem der Staatsangehörigen anderer EWR-Staaten, da Personen ohne inländischen Wohnsitz in den meisten Fällen Ausländer seien. Artikel 57 Abs. 1 ZPO führe somit zu einer indirekten Diskriminierung aufgrund der Staatsangehörigkeit, die zu dem in Art 4 EWRA niedergelegten Diskriminierungsverbot in Widerspruch stehe. Für eine solche indirekte Diskriminierung sei auch eine Rechtfertigung nicht möglich und es stünden, falls erforderlich, auch gelindere Mittel zur Verfügung. Der Kläger hat auch darauf hingewiesen, dass die Funktionsfähigkeit der Gerichtsbarkeit in den EU-Mitgliedstaaten in der Vergangenheit durch die Abschaffung der Prozesskostensicherheit gegenüber Unionsbürgern nicht gefährdet wurde (Argument der liechtensteinischen Regierung und der Beklagten – siehe unten). Auch sei es nicht dem Kläger zuzurechnen, wenn das Fürstentum Liechtenstein bislang nur zwei Gerichtsstands- und Vollstreckungsabkommen abgeschlossen habe (davon kein Abkommen mit Deutschland).

### Argumentation der Beklagten
Die Beklagten brachten vor, dass, „selbst wenn man davon ausginge, dass § 57 ZPO eine indirekte Diskriminierung im Sinne des Artikel 4 des EWR-Abkommens darstelle, (…) diese aus Gründen der Funktionsfähigkeit der Zivilrechtspflege gerechtfertigt sei. Die Prozesskostensicherheitsleistung solle verhindern, dass ein ausländischer Kläger vor Gericht Klage erheben könne, ohne dass er ein finanzielles Risiko für den Fall des Unterliegens eingeht. Vor dem Hintergrund, dass die Exekution liechtensteinischer Kostenentscheidungen in Deutschland und in anderen EWR-Mitgliedstaaten unmöglich sei, müsse die im Prozess obsiegende beklagte Partei ein neues Gerichtsverfahren anstrengen, um ihren Kostentitel einbringlich machen zu können, sollte sich die im Prozess unterliegende klagende Partei zahlungsunwillig zeigen. Die Beklagten sind der Ansicht, dass die Bestimmung zur Prozesskostensicherheit keine ungerechtfertigte Diskriminierung im Sinne des EWR-Rechts darstellt, da sie sicherstelle, dass die gerichtliche Betreibung und Vollstreckung eines Kostenersatzanspruchs faktisch und rechtlich möglich sei.“

### Europäische Kommission
Die Kommission sieht das Funktionieren der Gerichte in anderen EWR-Mitgliedstaaten nicht als bedroht an, wenn keine Prozesskostensicherheitsleistung verlangt wird. Die Kommission hat sich auch der Ansicht des Klägers angeschlossen, dass die Funktionsfähigkeit der Gerichtsbarkeit in den EU-Mitgliedstaaten durch die Abschaffung der Prozesskostensicherheit nicht gefährdet wird.
Die Europäische Kommission hat in ihrer Stellungnahme den EFTA-Gerichtshof ersucht, die Frage des Fürstlich-liechtensteinischen Obergerichts wie folgt zu beantworten: „Artikel 4 des EWR-Abkommens ist so auszulegen, dass die Anwendung einer innerstaatlichen Vorschrift ausgeschlossen ist nach der, wie aufgrund von § 57 ZPO, Kläger in Zivilverfahren auf Verlangen dazu verpflichtet werden, eine Prozesskostensicherheit zu erlegen, wenn sie ihren Wohnsitz in einem anderen EWR-Mitgliedstaat als Liechtenstein oder einem Staat, in dem Urteile eines liechtensteinischen Gerichts aufgrund eines Vollstreckungsabkommens exekutiert werden können, haben.“ Die Europäische Kommission hat ebenfalls, wie der Kläger, keine Möglichkeit für eine Rechtfertigung einer solchen nationalen Verpflichtung wie aus § 57 Abs. 1 ZPO gesehen.

### EFTA-Überwachungsbehörde
Die EFTA-Überwachungsbehörde (ESA) hat in ihrer Stellungnahme vor dem EFTA-Gerichtshof umfangreich vorgebracht und die Sachlage ebenfalls, wie die Europäische Kommission, genauestens analysiert. Sie hat den EFTA-Gerichtshof aufgrund der Ergebnisse dieser Analyse ersucht die Frage des Fürstlich-liechtensteinischen Obergerichts wie folgt zu beantworten: „Artikel 4 des EWR-Abkommens ist so auszulegen, dass die Verpflichtung von Klägern mit Wohnsitz in einem anderen EWR-Mitgliedstaat dazu, Prozesskostensicherheiten zu erlegen, während Kläger mit Wohnsitz in Liechtenstein zum Erlag solcher Sicherheiten nicht verpflichtet sind, einen Verstoß gegen diesen Artikel darstellt.“ Die EFTA-Überwachungsbehörde hat Rechtfertigungsgründe für eine Prozesskostensicherheitsleistung wie § 57 Abs. 1 liechtensteinische ZPO nicht erkannt.

### Argumentation der Regierung des Fürstentums Liechtenstein
„Nach Auffassung der Regierung des Fürstentums Liechtenstein wäre ohne Regelungen über die Erbringung von Sicherheiten, wie sie in §§ 56 f ZPO niedergelegt sind, die Funktionsfähigkeit der Rechtspflege, die einen wesentlichen Bestandteil der liechtensteinischen verfassungsmäßigen Ordnung darstellt, gefährdet.“
Die Regierung ist weiter der Meinung, „dass ein System zur Sicherstellung von Prozesskostenersatzansprüchen sogar dazu beitrage, grenzüberschreitenden Handel zu erleichtern und zu steigern. Ihrer Ansicht nach böte das Fehlen dieser Regelungen und das daraus resultierende Kostenrisiko den Wirtschaftsteilnehmern einen Anreiz, Dienstleistungen und Lieferungen von Anbietern aus dem eigenen Land oder aus solchen EWR-Staaten zu bevorzugen, in denen Kostenersatzansprüche aus Zivilrechtsstreiten schnell und effektiv vollstreckt werden können.“
Falls der § 57 ZPO eine indirekte Diskriminierung im Sinne des Artikel 4 EWRA darstellen, so sei diese Bestimmung jedenfalls aus objektiven Gründen im öffentlichen Interesse gerechtfertigt und gehe nicht über das zur Erreichung des verfolgten Ziels erforderliche Maß hinaus.

## Auswirkungen

### Auswirkungen im Bereich der EWR-Mitgliedstaaten
Die nachfolgend genannten Auswirkungen ergeben sich aufgrund der im Urteil und dem Sitzungsbericht zur Entscheidung „Kottke“ (E-05/10) aufgeworfenen Problematik und Vorbringen durch die Parteien des Verfahrens. Diese Auswirkungen werden wesentlich durch die zukünftige Rechtsprechung der nationalen Gerichte beeinflusst, so dass eine abschließende Wertung (Kritik) noch nicht möglich ist.
Der EFTA-Gerichtshof hat durch die Entscheidung „Kottke“ (E-05/10) den Gerichten der EWR-Mitgliedstaaten für die Zukunft ein hohes Maß an Verantwortung auferlegt. Die Gerichte sind nun vor jedem Verfahren mit grenzüberschreitendem Bezug zu umfassenden Abklärungen hinsichtlich der Zulässigkeit einer Prozesskostensicherheitsleistung verpflichtet und müssen verstärkt die Veränderungen in der Rechtsprechung des EuGH aktiv beobachten. Es besteht die Gefahr, dass die Kohärenz zwischen EuGH und EFTA-Gerichtshof destabilisiert wird.

#### Finanzmärkte Liechtenstein, Island und Norwegen
Die Auferlegung einer Prozesskostensicherheit an EWR-Bürger mit Wohnsitz in einem anderen EWR-Mitgliedstaat kann auch für einen Teil der Wirtschaft Nachteile bedeuten. Insbesondere hinsichtlich der aktuell sehr vorsichtig agierenden Finanzdienstleistungsmärkte kann eine solche potentielle Verpflichtung dazu führen, dass EWR-Mitgliedstaaten mit Finanzplätzen, die
- eine solche Prozesskostensicherheitsleistung auferlegen oder
- keine Abkommen über die Vollstreckung gerichtlicher Entscheidungen abgeschlossen haben,

von den Finanzintermediären gemieden werden. Umsichtige Investoren in Finanzinstrumente könnten mit dem Wissen, dass sie im Fall der gerichtlichen Inanspruchnahme als Kläger zuerst Zahlungen an das Gericht leisten müssen, bevor sie Rechtsschutz erlangen, davon abgehalten werden, sich in einem solchen EWR-Mitgliedsstaat überhaupt zu engagieren oder ein bereits bestehendes Investment verlagern.

#### Rechtsfolgen in Liechtenstein
In Liechtenstein hat die Entscheidung „Kottke“ (E-05/10) dazu geführt, dass seither in jedem Verfahren mit Bezug auf das Ausland auf Antrag des (meist liechtensteinischen) Beklagten eine aktorische Kaution verhängt wurde. Inwieweit dies mit der oben zitierten Rechtsprechung des EFTA-Gerichtshofes bezüglich einer verantwortungsvollen Einzelfallprüfung durch die Gerichte vereinbar ist, wurde in Liechtenstein rechtswissenschaftlich nicht untersucht. Ob die erheblichen Reduzierung liechtensteinischer Unternehmen mit ausländischer Beteiligung seit 2009 (rund – 50 %) mit dieser restriktiven Praxis direkt zusammenhängt, wurde ebenfalls noch nicht untersucht (siehe: Entwicklung liechtensteinischer Unternehmen.)

### Homogenität zur Rechtsprechung des EuGH
Durch die Entscheidung „Kottke“ (E-05/10) des EFTA-Gerichtshofs ist möglicherweise die Homogenität der Rechtsauslegung zwischen EFTA-Gerichtshof und EuGH beeinträchtigt.
Der EuGH hat in der Rs. Data Delecta im Zusammenhang mit Art 12 EGV (Art 18 AEUV) deutlich zur Frage einer Prozesskostensicherheitsleistung Stellung genommen. Der EuGH hat diesbezüglich festgestellt, dass „derartige Rechtsvorschriften nämlich weder zu einer Diskriminierung von Personen führen, denen das Gemeinschaftsrecht einen Anspruch auf Gleichbehandlung verleiht, noch die von der Gemeinschaft garantierten Grundfreiheiten beschränken“ dürfen. Der EuGH kam zum Ergebnis, dass eine nationale Regelung über die Leistung von Prozesskostensicherheit dem allgemeinen Diskriminierungsverbot unterliegt, „wenn auch nur mittelbar – Auswirkungen auf den innergemeinschaftlichen Austausch von Gütern und Dienstleistungen“ gegeben sind.
Rechtfertigungsgründe, wie sie vom EFTA-Gerichtshof aus Gründen des Allgemeininteresses hinsichtlich der liechtensteinischen Prozesskostensicherheitsleistung in der Rs. Kottke (E-05/10) herausgearbeitet wurden, sind bislang vom EuGH in diesem Zusammenhang nicht erkannt worden.
Die Entscheidung „Kottke“ (E-05/10) kann für das EWR-Recht und die Zusammenarbeit zwischen dem EuGH, dem EFTA-Gerichtshof und den nationalen Höchstgerichten daher einen Paradigmenwechsel bedeuten, dessen Auswirkungen derzeit noch nicht umfassend erkennbar sind. Auch die dynamische Auslegungsregel „in dubio pro communitate“ könnte nun im Hinblick auf das EWR-Abkommen eine neue Bedeutung erhalten.

## In der Kottke-Entscheidung zitierte Rechtsfälle
EuGH (nach Jahren aufsteigend geordnet)
- Rs 22/80 Boussac, Slg. 1980, 3427
- 186/87 Cowan ./. Trésor public, Slg. 1989, 195
- C-175/88 Biehl, Slg. 1990, I-1779
- C-6/90 und C-9/90 Francovich und andere, Slg. 1991, I-5357
- C-204/90 Bachmann, Slg. 1992, I-249
- C-330/91 The Queen ./. Inland Revenue Commissioners, ex parte Commerzbank AG, Slg. 1993, I-4071
- C-20/92 Hubbard ./. Hamburger, Slg. 1993, I-3777
- C-398/92 Mund und Fester, Slg. 1994, I-467
- C-279/93 Finanzamt Köln-Altstadt ./. Schumacker, Slg. 1995, I-225
- C-29/95 Pastoors ./. Trans-Cap GmbH, Slg. 1997, I-285
- C-43/95 Data Delecta Aktiebolag, Slg. 1996, I-4661
- C-323/95 Hayes, Slg. 1997, I-1711
- C-122/96 Stephen Austin Saldanha und MTS Securities Corporation, Slg. 1997, I-5325
- C-274/96 Bickel and Franz, Slg. 1998, I-7637
- C-224/00 Kommission ./. Italien, Slg. 2000, I-2965
- C-291/09 Francesco Guarnieri & Cie (noch nicht in der amtlichen Sammlung veröffentlicht)

EFTA-Gerichtshof (nach Jahren aufsteigend geordnet)
- E-9/97 Sveinbjörnsdóttir, Slg. 1998, 95
- E-3/98 Rainford-Towning, Slg. 1998, 205
- E-1/00 Íslandsbanki-FBA Slg. 2000–2001, 8
- E-2/01 Pucher, Slg. 2002, 44,
- E-2/02 Technologien Bau- und Wirtschaftsberatung GmbH und Bellona Foundation Slg. 2003, 52
- E-8/04 ESA ./. Liechtenstein, Slg. 2005, 46
- E-10/04 Piazza, Slg. 2005, 76
- E-1/09 ESA ./. Liechtenstein, Urteil vom 6. Januar 2010 (noch nicht in der amtlichen Sammlung veröffentlicht)